# プラネット作戦
プラネット作戦 (Operation Planet) は、第二次世界大戦中のイギリス軍空母搭載機によるドイツ戦艦ティルピッツに対する航空攻撃作戦。天候不良のため。攻撃は実行出来ずに終わった。
1944年4月3日のタングステン作戦での攻撃により、イギリス軍はノルウェーのフィヨルド内に停泊するティルピッツを損傷させたが、完全に無力化することは出来なかった。そのため、次の攻撃が実行された。それがプラネット作戦である。
作戦に参加したのは、空母ヴィクトリアス、フューリアス、護衛空母サーチャー、エンペラー、パーシュアー、ストライカーとその護衛艦艇である。
攻撃は1944年4月24日に実行予定であったが、24日も翌25日も天候不良のため攻撃を行うことは出来なかった。代わりに4月26日にノルウェー沖を航行中のドイツ船団を攻撃しドイツ船3隻を沈めたが、6機の航空機を失った。